# Georgij Konstantinovič Žukov
Georgij Konstantinovič Žukov (in russo Георгий Константинович Жуков?; Strelkovka, 1º dicembre 1896 – Mosca, 18 giugno 1974) è stato un generale e politico sovietico, Maresciallo dell'Unione Sovietica.
La data di nascita è 19 novembre 1896 secondo il calendario giuliano. Di umili origini, aderì alla rivoluzione bolscevica e combatté nei ranghi della famosa 1ª Armata di cavalleria dell'Armata Rossa, distinguendosi per coraggio e decisione. Dopo la fine della guerra civile, rimase nell'esercito e iniziò una brillante carriera che lo portò ai massimi vertici di comando dell'Armata Rossa.
Estremamente determinato, tenace, in alcune circostanze anche brutale nella sua conduzione militare, Žukov divenne il principale generale di Stalin ed ebbe un ruolo fondamentale, come comandante sul campo delle forze sovietiche, in molte battaglie decisive della seconda guerra mondiale sul Fronte orientale che permisero la liberazione del territorio dell'Unione Sovietica occupato dalla Wehrmacht tedesca. 
Nella fase finale della guerra Žukov ricevette il comando diretto del 1º Fronte bielorusso, il principale raggruppamento dell'Armata Rossa sulla direttrice della Germania, e diresse con grande energia l'offensiva Vistola-Oder nell'inverno 1944-45 e la battaglia finale di Berlino che si concluse con la conquista della capitale tedesca, e la fine del Terzo Reich di Hitler.
Per le sue notevoli capacità militari, Žukov, considerato tra i migliori generali della seconda guerra mondiale, è stato definito come il "generale che non ha mai perso una battaglia" e i soldati che combatterono sotto il suo comando lo ribattezzarono "Spasitel'" (in russo Спаситель?), il salvatore, e anche "Ariete", "Uragano" e "Invincibile".

## Biografia

### I primi anni
Žukov nacque nel 1896 a Ugodskij Zavod, cittadina nell'oblast' di Kaluga rinominata "Žukov" in suo onore nel 1974. Partecipò al primo conflitto mondiale come soldato di cavalleria. Dopo il crollo dell'Impero russo e la Rivoluzione d'ottobre, Žukov si arruolò nell'Armata Rossa, durante la guerra civile, come comandante di squadrone nella I armata di cavalleria. In questo ruolo partecipò nel 1921 alla campagna contro la rivolta di Tambov. Comandante di reggimento di cavalleria nel 1925, venne ripreso ufficialmente per ubriachezza e violenze nel 1929, il che non impedì che nel 1933 venisse promosso alla testa della IV divisione cosacchi del Don.

### I successi in Estremo Oriente
Nel 1937 ebbe il comando del VI Corpo d'armata cosacchi. Nel 1938 fu spedito in Estremo Oriente, al comando del Primo Gruppo d'Armate Sovietiche in Mongolia per organizzare e comandare la guerra di frontiera contro i giapponesi, impegnati nella zona con l'Armata del Kwantung. Dopo un periodo di scontri di frontiera combattuti senza che venisse dichiarata la guerra, le scaramucce si estesero in un conflitto vero e proprio, con l'impiego da parte dei giapponesi di circa 80.000 uomini, 180 carri armati e 450 aerei.
Punto di svolta del conflitto fu la battaglia di Khalkhin Gol. Žukov, ottenuti rinforzi il 15 agosto 1939 passò all'offensiva, ordinando un finto attacco frontale: tenne di riserva due brigate di carri armati che accerchiarono i giapponesi. L'intera Sesta Armata giapponese, circondata e senza più rifornimenti, catturati anch'essi, si arrese pochi giorni dopo.
Per questa operazione Žukov ottenne il titolo di Eroe dell'Unione Sovietica, ma rimase poco conosciuta fuori dell'Unione Sovietica: il 1º settembre era iniziata la seconda guerra mondiale. Anche l'uso innovativo dei carri armati non fu studiato in Occidente, lasciando il campo libero alla Blitzkrieg tedesca, utilizzata contro Polonia e Francia.
Grazie a questa vittoria, Žukov si affermò a livello nazionale e fu stimato dai vertici dello Stato Maggiore. Nel 1940 fu nominato Comandante del Distretto Militare di Kiev e più tardi Capo di Stato Maggiore generale. In qualità di generale di Stato Maggiore collaborò col generale Timošenko, con il quale seppe riorganizzare l'Armata Rossa, gravemente indebolita dalle grandi purghe.

### La Seconda Guerra Mondiale
Nel 1941 venne in contrasto con Stalin sulla necessità di abbandonare Kiev a causa dell'invasione tedesca. Perciò fu esonerato da Generale di Stato Maggiore, restandone tuttavia membro, divenendo comandante del fronte di riserva. In tale nomina riuscì a bloccare, sul fronte del settore di Smolensk, l'avanzata tedesca che puntava su Mosca.
L'8 settembre 1941 prese il comando del fronte di Leningrado e nell'ottobre assunse il comando del fronte occidentale riuscendo a imporre una quasi definitiva battuta d'arresto ai tedeschi e a difendere magistralmente Mosca. Dopo altri contrasti con Stalin e conseguenti declassamenti, riemerse nuovamente riuscendo a organizzare, in condizioni sfavorevoli, la difesa di Stalingrado e il successivo contrattacco grazie a cui l'Armata Rossa riuscì ad annientare la VI armata tedesca di Friedrich Paulus.

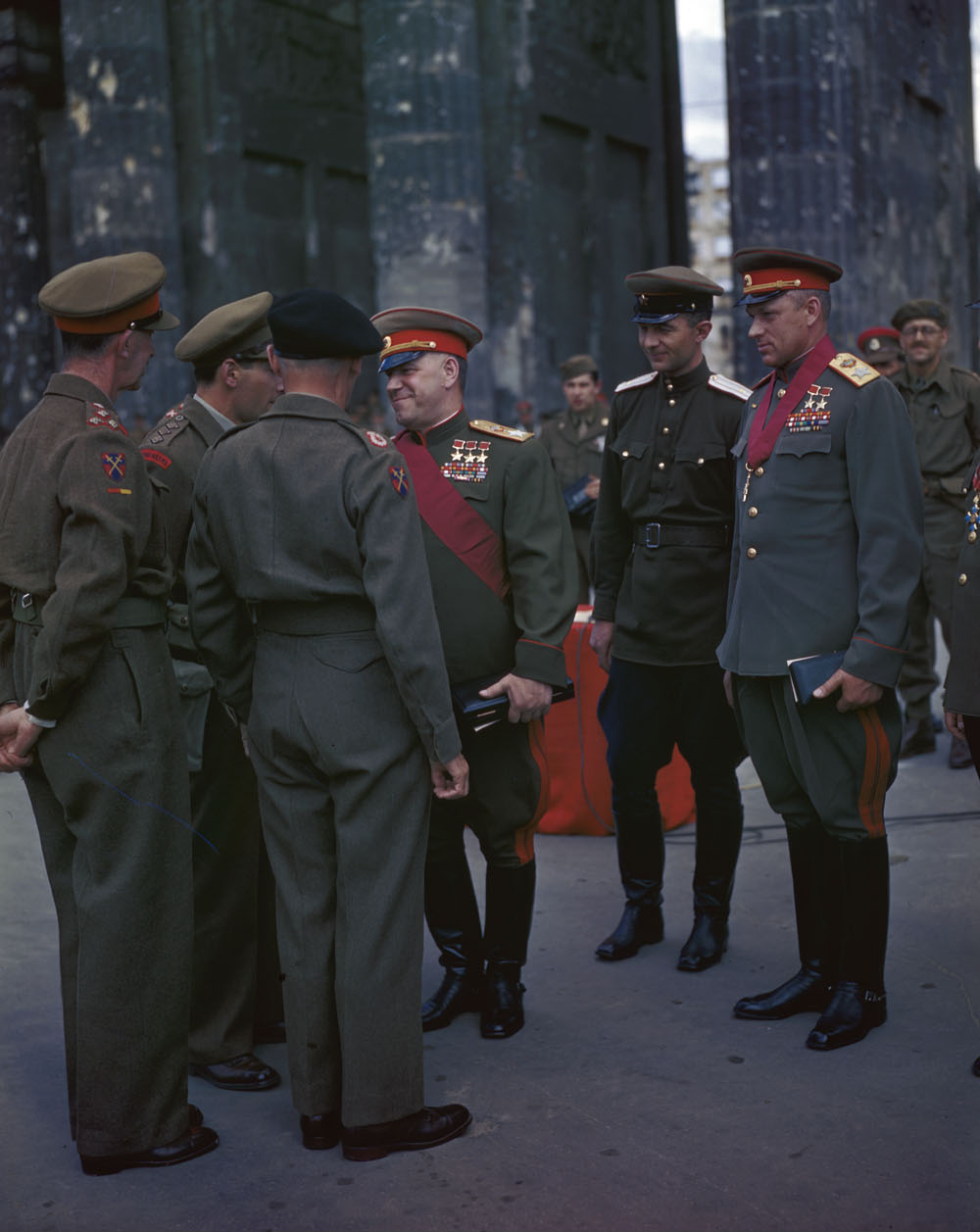
L'incontro a Berlino tra Žukov, Rokossovskij e Montgomery

Nel novembre 1942 fu inviato nel settore centrale del fronte orientale per organizzare e dirigere l'operazione Marte che peraltro sarebbe fallita, a partire dal 25 novembre 1942, con pesanti perdite. Nel frattempo a Stalingrado, l'operazione Urano (diretta da Vasilevskij) aveva avuto completo successo, e quindi Žukov si riportò a sud e partecipò alla direzione della successiva operazione Piccolo Saturno. Il 1º gennaio 1943, Stalin nominò Žukov, in riconoscimento dei suoi meriti a Leningrado, Mosca e Stalingrado, Maresciallo dell'Unione Sovietica.
Nel febbraio 1943 Žukov si spostò nel settore settentrionale del fronte orientale per coordinare la prevista offensiva contro la sacca di Demjansk. Nonostante tutta l'energia prodigata e la pronta ritirata delle forze tedesche, il clima proibitivo e alcuni errori organizzativi e di esecuzione non permisero di ottenere l'auspicato successo strategico. Inoltre una parte delle forze dovette essere dirottata a sud per fermare la controffensiva tedesca di Char'kov (alla fine di marzo lo stesso Žukov si sarebbe diretto, su ordine di Stalin, nella regione di Kursk per organizzare il fronte difensivo).
Nel luglio del 1943, ritrovato slancio e potenza, l'Armata Rossa sotto il controllo di Žukov e Vasilevskij bloccò l'ultima grande offensiva tedesca nella battaglia di Kursk e avanzò verso ovest, portata avanti con varie offensive che portarono alla liberazione dell'intera Bielorussia, l'Ucraina e infine alla invasione degli stati balcanici alleati di Adolf Hitler. In particolare, Žukov diresse con energia e abilità, come "rappresentante dello Stavka", la quarta battaglia di Char'kov, el la successiva avanzata fino al fiume Dnepr dell'estate-autunno 1943, che culminò con la liberazione di Kiev.
Nell'inverno 1943-1944, sostituì in urgenza il generale Nikolaj Vatutin, mortalmente ferito da nazionalisti ucraini, al comando diretto del 1° Fronte ucraino e diresse con determinazione la grande offensiva Proskurov-Černovcy che frantumò le forze tedesche del feldmaresciallo Erich von Manstein e, nonostante il mancato accerchiamento della battaglia di Kamenec-Podol'skij, permise ai carri armati sovietici di arrivare fino al Dnestr e il Prut.
Nell'estate 1944 diresse, di nuovo come "rappresentante dello Stavka", l'operazione Bagration che si concluse con una grande vittoria sovietica e la liberazione della Bielorussia. Dal 15 novembre 1944, prese il comando diretto del 1° Fronte bielorusso che puntava al cuore della Germania, che avrebbe diretto da quel momento fino al termine della guerra. 
Mentre le forze alleate avanzavano dalla Francia, conquistando il lato occidentale della Germania, Žukov, vinse nel gennaio 1945 la grande offensiva Vistola-Oder e poi in aprile diresse la battaglia di Berlino conquistando dopo un'aspra lotta finale, la capitale del nemico; Hitler si suicidò per non cadere prigioniero delle truppe del maresciallo. L'8 maggio 1945 Žukov ricevette la dichiarazione di resa di tutte le forze armate tedesche firmata da Keitel.
Žukov è considerato uno fra i più grandi strateghi della seconda guerra mondiale e tra i migliori sovietici. Nonostante un carattere e un comportamento a volte violento e brutale, i suoi metodi ottennero spesso l'impossibile e salvarono la situazione soprattutto a Leningrado e Mosca nel 1941. Ufficiale di vaste vedute strategiche e capace di concepire grandiosi progetti offensivi, a volte per eccesso di precipitazione commise errori nella fase esecutiva (con gravi perdite). Esempi di suoi insuccessi sono: l'operazione Marte del dicembre 1942 (seconda battaglia di Ržev) e la battaglia di Rumancevo nel febbraio 1943 (sacca di Demjansk). Anche nella battaglia finale di Berlino, il maresciallo, per eccessiva fretta, compì alcuni costosi errori tattici. Alcune grandi operazioni brillantemente condotte da Žukov furono invece la quarta battaglia di Char'kov (agosto 1943), la marcia sui Carpazi nel marzo 1944 (Offensiva Proskurov-Černovcy) e la formidabile offensiva dell'Oder, nel febbraio 1945.

### Il dopoguerra e gli ultimi anni
Dopo ciò fu nominato comandante delle truppe sovietiche in Germania. A causa delle crescenti ostilità con Stalin, che lo mise sotto indagine della NKVD poiché temeva Žukov come un pericoloso concorrente del favore popolare, fu destinato a incarichi di scarsa importanza, prima come comandante della Regione militare di Odessa, poi degli Urali. Durante le commemorazioni per la battaglia di Berlino tenutesi il 4 maggio 1948 la stampa non lo citò mai, nell'ottica di una spersonalizzazione della storia della guerra che mise in primo piano il semplice soldato e il Partito.
Ministro della Difesa nel 1955, fu fondamentale nello sventare il tentativo di allontanare dal potere Nikita Sergeevič Chruščëv, allora Primo Segretario del PCUS, portato avanti da numerosi appartenenti al Presidium, tra cui Malenkov, Molotov, Pervuchin, Saburov, Kaganovič, Vorošilov e Bulganin. Approfittando di un viaggio del Primo Segretario all'estero, ne chiesero le dimissioni durante la riunione del Presidium del 18 giugno 1957, ma Chruščëv, non accettando la decisione, chiese che in merito si pronunciasse il Comitato Centrale del Partito. Žukov organizzò il trasporto su aerei militari di tutti i membri del Comitato sparsi per l'Unione, permise a quest'ultimo di rovesciare la decisione del Presidium, salvando il potere di Chruščëv.
Ma proprio l'importanza raggiunta in questa occasione dal Maresciallo fu la causa della sua destituzione, motivata dallo stesso Chruščëv con il "culto della personalità di Žukov e della sua tendenza all'avventurismo, che apre la strada al bonapartismo". Dopo un voto del Plenum del Comitato Centrale, l'ormai ex ministro fu anche costretto a fare pubblica autocritica sulla Pravda e il suo posto fu occupato dal maresciallo Rodion Jakovlevič Malinovskij.
Visse quindi come semi-recluso e lontano dalla vita pubblica fino al 9 maggio 1965. Per il ventesimo anniversario della resa tedesca, avvenuta l'8 maggio 1945, in occasione delle celebrazioni ufficiali fu invitato a un banchetto al Cremlino da Leonid Brežnev. Dopo di che, pur riabilitato ufficialmente, non ricomparve più in pubblico fino alla morte.

## Riferimenti nella cultura di massa
Il personaggio di Žukov compare  nel film del 2017 Morto Stalin, se ne fa un altro, interpretato da Jason Isaacs.

## Onorificenze e medaglie
Žukov fu uno dei militari sovietici più decorati in assoluto e l'unico a ricevere quattro volte il titolo di Eroe dell'Unione Sovietica oltre a Brežnev, che però se li attribuì da solo. Inoltre fu uno dei tre ufficiali a ricevere due volte l'Ordine della Vittoria. Di seguito alcune onorificenze sovietiche e di altri paesi.

## Opere
- Georgij Zukov, Da Mosca a Berlino, Editori Riuniti, Roma, 1968
- Georgij Zukov, Memorie e battaglie, Rizzoli, Milano, 1970